# Михайлюцька сільська рада
Михайлю́цька сільська́ ра́да — адміністративно-територіальна одиниця та орган місцевого самоврядування в Шепетівському районі Хмельницької області. Адміністративний центр — село Михайлючка.

## Загальні відомості
Михайлюцька сільська рада утворена в 1937 році.
- Територія ради: 8,063 км²
- Населення ради: 2 400 осіб (станом на 2001 рік)

## Населені пункти
Сільській раді підпорядковані населені пункти:
- с. Михайлючка
- с. Конотоп
- с. Майдан-Лабунь
- с. Судимонт
- с. Хмелівка
- с. Цмівка

## Склад ради
Рада складається з 16 депутатів та голови.
- Голова ради: Книш Валентин Степанович
- Секретар ради: Куліш Ірина Андріївна

### Керівний склад попередніх скликань
| Прізвище, ім'я, по батькові | Основні відомості                                                               | Дата обрання | Дата звільнення |
| --------------------------- | ------------------------------------------------------------------------------- | ------------ | --------------- |
| Книш Валентин Степанович    | Сільський голова, 1957 року народження, освіта середня спеціальна, безпартійний | 26.03.2006   | 31.10.2010      |
| Книш Валентин Степанович    | Сільський голова, 1957 року народження, освіта середня спеціальна, безпартійний | 31.10.2010   |                 |

Примітка: таблиця складена за даними сайту Верховної Ради України

### Депутати
За результатами місцевих виборів 2010 року депутатами ради стали:

#### За суб'єктами висування
| Суб'єкт висування | Кількість обраних депутатів | %    |
| ----------------- | --------------------------- | ---- |
| Партія регіонів   | 8                           | 50   |
| Народна партія    | 5                           | 31,3 |
| Самовисування     | 3                           | 18,8 |

#### За округами
| № округу        | Прізвище, ім'я, по батькові     | Дата визнання обраним | Освіта             | Партійна приналежність | Відомості про обраного депутата                          |
| --------------- | ------------------------------- | --------------------- | ------------------ | ---------------------- | -------------------------------------------------------- |
| Народна Партія  |                                 |                       |                    |                        |                                                          |
| 5               | Бувальцев Андрій Сергійович     | 01.11.2010            | вища               | член Народної партії   | Шепетівський лісгосп, майстер лісу                       |
| 8               | Брик Юрій Петрович              | 01.11.2010            | середня спеціальна | член Народної партії   | Житомирська залізниця, майстер колії                     |
| 9               | Вихівський Микола Станіславович | 01.11.2010            | вища               | член Народної партії   | ДП «Сяйво», головний інженер                             |
| 10              | Первак Галина Олексіївна        | 01.11.2010            | середня спеціальна | член Народної партії   | Михайлюцька сільська рада, головний бухгалтер            |
| 14              | Бартков Василь Вікторович       | 14.11.2010            | вища               | член Народної партії   | Хмелівське лісництво, лісничий                           |
| Партія регіонів |                                 |                       |                    |                        |                                                          |
| 1               | Лукашук Валентина Теофілівна    | 01.11.2010            | середня спеціальна | позапартійна           | пенсіонер                                                |
| 2               | Фіялчук Володимир Миколайович   | 01.11.2010            | вища               | позапартійний          | Михайлюцька загальноосвітня школа І-ІІІ ст., вчитель     |
| 4               | Книш Богдан Валентинович        | 01.11.2010            | вища               | позапартійний          | Шепетівська виправна колонія № 98, директор школи        |
| 7               | Домбровська Зоя Анатоліївна     | 01.11.2010            | середня спеціальна | позапартійна           | Михайлюцька сільська рада, рахівник-касир                |
| 11              | Куліш Ірина Андріївна           | 01.11.2010            | середня спеціальна | член Партії регіонів   | Михайлюцька сільська рада, секретар                      |
| 12              | Цибанюк Микола Дмитрович        | 01.11.2010            | середня спеціальна | позапартійний          | пенсіонер                                                |
| 13              | Куліш Людмила Андріївна         | 01.11.2010            | вища               | позапартійна           | Судимонський фельдшерсько-акушерський пункт, завідувачка |
| 15              | Тещенко Наталія Михайлівна      | 01.11.2010            | середня спеціальна | позапартійна           | Майдан-Лабунський сільський клуб, завідувачка            |
| Самовисування   |                                 |                       |                    |                        |                                                          |
| 3               | Первак Руслан Миколайович       | 01.11.2010            | середня спеціальна | позапартійний          | ВАТ "Майдан-Вильський комбінат вогнетривів, майстер      |
| 6               | Савосіяк Галина Володимирівна   | 01.11.2010            | вища               | позапартійна           | Михайлюцька сільська рада, землевпорядник                |
| 16              | Уманець Володимир Володимирович | 01.11.2010            | середня спеціальна | позапартійний          | Майдан-Лабунський сільський клуб, завідувачка            |